# Calyptolana hancocki
Calyptolana hancocki is een pissebed uit de familie Cirolanidae. De wetenschappelijke naam van de soort is voor het eerst geldig gepubliceerd in 1985 door Bruce.